# Jaki Liebezeit
Jaki Liebezeit (ur. Hans Liebezeit, ur. 26 maja 1938 w Dreźnie, zm. 22 stycznia 2017) – niemiecki perkusista rockowy i jazzowy. W 2007 roku muzyk został sklasyfikowany na 3. miejscu listy 50 najlepszych perkusistów rockowych według „Stylus Magazine”.

## Życiorys
Jaki Liebezeit rozpoczął karierę muzyczną na początku lat 60. XX wieku, grając jako muzyk jazzowy w Barcelonie z pianistą Tete Montoliu i trębaczem Chetem Bakerem. Po powrocie do RFN współpracował w latach 1966 i 1967 z zespołami jazzu nowoczesnego: Manfred-Schoof-Quintett i Globe Unity Orchestra.
W 1968 razem z Holgerem Czukayem, Irminem Schmidtem i Michaelem Karolim założył zespół Can, który zdobył w nadchodzących latach duży rozgłos jako przedstawiciel Krautrocka i wywarł inspirujący wpływ na inne, nowo powstałe niemieckie zespoły rockowe.
Po roku 1978 Jaki Liebezeit współpracował jako muzyk studyjny z różnymi stylistycznie wykonawcami, jak m.in. Brian Eno (album Before and after Science), Zeltinger Band, Michael Rother, Gianna Nannini, Eurythmics (album In the Garden), Pascal Comelade czy Depeche Mode (album Ultra).
Od początku lat 80. realizował własny projekt, Phantomband. Zwieńczeniem poszukiwań muzycznych w ramach projektu był album Drums Off Chaos, na którym Jaki Liebezeit zaprezentował jako perkusista własne pomysły. Równie efektywna okazała się współpraca z gitarzystą zespołu Phantomband, Dominikiem von Senger. Jaki Liebezeit współpracował również z brytyjskim basistą Jah Wobble.
W 2002 wydał razem z muzykiem i producentem Burntem Friedmanem album Secret Rhythms.
W 2006 ukazała się część druga albumu, Secret Rhythms II, a 2008 kolejna – Secret Rhythms III. Liebezeit i Friedman wystąpili w tym czasie z koncertami na całym świecie; towarzyszyli im w tym inni muzycy.
Równolegle realizował inny pomysł – w 2005 nawiązał współpracę z artystą Wernerem Kiera, znanym jako Datenverarbeiter. Efektem tej współpracy są kolaże dźwiękowe i niekonwencjonalne, archaizujące rytmy. Współpraca została udokumentowana albumem Datenverarbeiter vs. Jaki Liebezeit: Givt Online-Album.
Pod koniec 2008 Jaki Liebezeit rozpoczął pracę w Berliner Recording Session Studio jako perkusista nad nowym albumem Phillipa Boa; Album Phillip Boa And The Voodoo Club – Diamonds Fall ukazał się na początku 2009.
W ciągu swej wieloletniej kariery muzycznej wykształcił własny, specyficzny styl gry na perkusji, charakteryzujący się ciężkim, monotonnym rytmem. Używał specjalnej, przez siebie zaprojektowanej, perkusji bezpedałowej.

## Dyskografia (wybór)
- 1966 z zespołem Manfred Schoof Quintett: Voices (wydany na CD pt. Avantgarde Jazz Collection jako część większej całości)
- 1966 z Alexanderem von Schlippenbach: Globe Unity (tylko LP)
- 1969 z zespołem Can: Monster Movie (LP i CD)
- 1972 z zespołem Can: Tago Mago (LP i CD)
- 1978 z zespołem Can: Can (LP i CD)
- 1980 z zespołem Phantomband: Phantomband (LP i CD)
- 1980 z Joachimem Witt: Silberblick
- 1982 z Joachimem Witt: Edelweiß
- 1984 z zespołem Full Circle (Holger Czukay & Jah Wobble) (LP i CD)
- 1987 z Irminem Schmidtem: Musk at Dusk (LP i CD)
- 1989 z zespołem The Ya Ya´s: 2-3-4-5-6-7-8-9
- 1995 z Brianem Eno: Spinner
- 1997 z zespołem Depeche Mode: Ultra
- 1997, Pierre Bastien, Pascal Comelade, Jac Berrocal & Jaki Liebezeit, cd, Oblique Sessions, DSA, DSA54054
- 1998 z zespołem Club Off Chaos: The Change of the Century
- 2001 Maria de Alvear/Drums Off Chaos: Baum
- 2002 Secret Rhythms (z Burntem Friedman, nonplace rec.)
- 2005 Burnt Friedman & Jaki Liebezeit featuring David Sylvian: Out in the Sticks (nur 12")
- 2005 Datenverarbeiter vs. Jaki Liebezeit: Givt Online-Album
- 2006 Burnt Friedman & Jaki Liebezeit: Secret Rhythms II (nonplace rec.)
- 2008 Burnt Friedman & Jaki Liebezeit: Secret Rhythms III (nonplace rec.)